# Stephan Loboué
Stephan Raphael Loboué (* 23. August 1981 in Pforzheim, Deutschland) ist ein ehemaliger deutsch-ivorischer Fußballspieler und heutiger Torwarttrainer. Der Torwart hat einen ivorischen Vater und eine deutsche Mutter.

## Vereinskarriere
Loboué spielte in der Jugend bei den Pforzheimer Vereinen SV Königsbach und VfR Pforzheim, ehe er 1996 zu den Stuttgarter Kickers wechselte. Bei den Kickers kam Loboué bis 2000 nur in der zweiten Mannschaft zum Zuge; dann wechselte der Ivorer zum VfL Wolfsburg, wo er als Ersatztorhüter keinen Einsatz erhielt und nur in der Oberliga-Reserve spielte. 2002 wechselte Loboué – ebenfalls als Ersatztorhüter – zur SpVgg Greuther Fürth. Nach einer weiteren Spielzeit ohne Einsatz stand der Schlussmann in der Saison 2003/04 zehnmal im Tor der Fürther.
Zur Saison 2004/05 wechselte Loboué in die Regionalliga zum SC Paderborn 07, wo er endlich Stammtorhüter wurde und in 31 Spielen zum Aufstieg beitrug. In der 2. Bundesliga kam Loboué dann jedoch nur noch auf vier Einsätze. Daraufhin entschloss er sich, zur Saison 2006/07 zur SpVgg Greuther Fürth zurückzukehren. Während der Stammtorhüter Borut Mavrič an einer Muskelverletzung laborierte, zeigte Loboué gute Leistungen und verdrängte den Slowenen als Nummer eins.
In der Saison 2007/08 wurde Loboué wieder die Nummer 2. Der Verein verpflichtete Sascha Kirschstein. Der ehemalige HSV-Torhüter wurde von Trainer Bruno Labbadia zum Stammtorhüter erklärt. Im Herbst 2008 gelang es Stephan Loboué wiederum, Kirschstein zu verdrängen.
Nachdem er im Verlauf der Rückrunde der Saison 2009/10 nach einer Verletzung seinen Stammplatz im Tor an Max Grün verloren hatte, wechselte Loboué zur Saison 2010/11 zu Rot-Weiß Oberhausen. Jedoch gelang es ihm nicht, den dortigen Stammtorwart Sören Pirson zu verdrängen, so dass er in der Liga überhaupt nicht zum Einsatz kam und lediglich ein Pokalspiel für RWO bestritt. Nach dem Abstieg der Oberhausener im Sommer 2011 verließ er den Verein wieder und hielt sich seitdem bei der Reserve des VfL Wolfsburg fit.
Am 20. Januar 2012 wechselte er zum südafrikanischen Erstligisten Lamontville Golden Arrows. Dort bestritt er am ersten Spieltag nach der Winterpause (16. Februar 2012) sein erstes Pflichtspiel in der Premier Soccer League, als er beim Auswärtsspiel gegen Bloemfontein Celtic in der Startelf stand. Trotz vieler guter Paraden konnte er eine Niederlage nicht verhindern (2:3). Trotzdem konnte er sich nicht als Stammtorhüter durchsetzen und kam nur zu einem weiteren Einsatz. Im Sommer 2012 wurde sein Vertrag nicht verlängert.
Anfang September 2012 wechselte Loboué zum deutschen Regionalligisten Eintracht Trier. Er unterschrieb einen Einjahresvertrag bis Ende Juni 2013.
Zur Saison 2013/14 unterschrieb Loboué einen Vertrag beim Drittligisten Wacker Burghausen. Nach dem Abstieg verließ Loboué den Verein und wechselte zum SSV Jahn Regensburg. Hier beendete der Torhüter nur knapp sieben Monate später am 27. Januar 2015 seine aktive Karriere.

## Nationalmannschaftskarriere
In der Jugend spielte Loboué noch für Deutschland; Uli Stielike berief den Torhüter in die U-18-Nationalmannschaft. Später entschied sich Loboué jedoch, in Zukunft für die ivorische Nationalmannschaft spielen zu wollen. Am 1. März 2006 erhielt er seine erste Berufung in die Nationalmannschaft für das Testspiel gegen Spanien. Da der damalige Nationaltrainer Henri Michel den Kader für die WM 2006 nicht mehr umbauen wollte, erfüllte sich der große Traum des Torhüters – die WM-Teilnahme – nicht.
Sein erstes Länderspiel für die „Elefanten“ bestritt Loboué am 15. August 2006 im französischen Tours gegen den Senegal, als er zur zweiten Halbzeit eingewechselt wurde, die 0:1-Niederlage jedoch nicht mehr verhindern konnte.
Kurioserweise war zwischen 2006 und 2008 Uli Stielike Nationaltrainer der Elfenbeinküste, jener Trainer, der Loboué zum U-18-Nationalspieler machte. Im Mai 2007 berief Stielike ihn in den Kader für das Qualifikationsspiel zum Afrika-Cup gegen Madagaskar. Im August wurde er zum Freundschaftsspiel gegen Ägypten eingeladen, jedoch erneut nicht eingesetzt. Loboué stand im Kader der Elfenbeinküste für die Fußball-Afrikameisterschaft 2008.

## Trainerkarriere
Nach dem Ende seiner aktiven Karriere wurde Loboué 2015 als Torwarttrainer im Nachwuchsbereich von Eintracht Frankfurt tätig. Mit der U21 der Eintracht Frankfurt holte er unter Trainer Kristjan Glibo die Hessenliga-Meisterschaft. Im Sommer 2023 wechselte Loboué zur ersten Mannschaft von Raja Casablanca, wo er unter dem deutschen Trainer Josef Zinnbauer tätig war und die marokkanische Meisterschaft gewann. Ein Jahr später wechselte er zu Schalke 04 ins Trainerteam von Karel Geraerts.